# Rogów-Wieś
Rogów-Wieś – wieś w Polsce położona w województwie łódzkim, w powiecie brzezińskim, w gminie Rogów.
W latach 1975–1998 miejscowość administracyjnie należała do województwa skierniewickiego.